# Servio Sulpicio Camerino Cornuto (console 500 a.C.)
Servio Sulpicio Camerino Cornuto (in latino Servius Sulpicius Camerinus Cornutus; fl. V secolo a.C.) è stato un politico romano del V secolo a.C.

## Biografia
Eletto nel 500 a.C. con Manio Tullio Longo, fu uno dei primi consoli romani, il primo della Gens Sulpicia.
Secondo Livio durante il consolato non avvennero fatti degni di nota, al contrario Dionigi scrive che vi fu un tentativo di restaurazione dei re Tarquini, che Camerino scoprì e riuscì a sventare. Completò da solo il mandato consolare a causa della prematura morte del suo collega Longo.
Sempre Dionigi riporta un suo discorso del 496 a.C. per il rinnovo dell'alleanza con i Latini.